# Reflexiones sobre la violencia
Reflexiones sobre la violencia es la obra más destacada del teórico social Georges Sorel, publicada en Francia en el año 1908. En esta presenta la idea de que se debe crear un mito social como la huelga general, que preserve la lucha de clases en todo su esplendor, y así hacer que el proletariado mediante la creación de este mito social sea capaz de luchar por su emancipación de la sociedad sin caer en las promesas socialdemócratas de una vida tranquila. 